# Cimetière Bellefontaine
Le cimetière Bellefontaine (en anglais : Bellefontaine Cemetery) est un cimetière catholique situé dans la ville de Saint-Louis, capitale de l'État du Missouri aux États-Unis.
Si les cimetières furent mis en place après l'épidémie de choléra de 1849, le premier d'entre eux fut le cimetière du Calvaire de Saint-Louis situé à côté de l'ancienne cathédrale Saint-Louis-Roi-de-France, non loin de la nouvelle cathédrale basilique de Saint Louis, au centre-ville, près du fleuve Mississippi dans le quartier central de Bellefontaine. Ce cimetière historique fut fermé vers 1850 et les dépouilles furent transférées dans le nouveau cimetière de Bellefontaine, jouxtant l'ancien cimetière, pour des raisons de commodités. Néanmoins, certaines des anciennes sépultures et des pierres tombales de personnalités importantes, furent transférées das autres cimetières vers cet ancien cimetière du Calvaire.

## Personnalités enterrées au cimetière Bellefontaine
- Thomas Hart Benton, sénateur.
- Don Carlos Buell, général.
- William S. Burroughs, romancier.
- William Chauvenet, mathématicien.
- William Clark, explorateur.
- George Kessler (1862 - 1923), urbaniste.
- Albert Bond Lambert, aviateur.
- David R. Francis, homme politique et diplomate.
- Manuel Lisa, commerçant de fourrures reconnu et explorateur, fondateur de la compagnie de fourrures Missouri Fur Company.
- Richard Barnes Mason (1797 - 1850), gouverneur militaire de Californie.
- James Smith McDonnell, pionnier de l'aviation et industriel dans l'aéronautique,
- John Miller, gouverneur du Missouri.
- Virginia Minor (1824-1894), suffragette,
- Sterling Price, avocat et général.
- James Semple, politicien.
- Sara Teasdale, poétesse et lauréate du prix Pulitzer.

## Sépultures du cimetière du Calvaire
- Kate Chopin, écrivaine,
- René-Auguste Chouteau, Franco-Louisianais, cofondateur de la ville de Saint Louis,
- Jean Baptiste Charles Lucas, Franco-américain, membre de la Chambre des représentants des États-Unis,
- Dred Scott, figure de l'anti-esclavagisme,
- William Tecumseh Sherman, général et écrivain,
- Tennessee Williams, écrivain.

## Toponymie
Le nom de Bellefontaine date de l'époque de la Louisiane française. Ce nom désigne un des quartiers centraux de Saint Louis, le long du Mississippi. Un fort, qui n'existe plus aujourd'hui, porta également ce nom, le Fort Belle Fontaine, situé au nord de Bellefontaine.